# Xantholobus arizonensis
Xantholobus arizonensis är en insektsart som beskrevs av William D. Funkhouser. Xantholobus arizonensis ingår i släktet Xantholobus och familjen hornstritar. Inga underarter finns listade i Catalogue of Life.